# Gaborone
Gaborone (em língua tsuana:/χa.bʊˈrʊ.nɪ/) é a capital e maior cidade do Botswana. A sua população estimada para 2010 é de 228 166 habitantes. Está localizada no distrito Sudeste, bem como do subdistrito de Gaborone, no qual é a capital. A população local refere-se frequentemente à cidade como Gabs.

## História

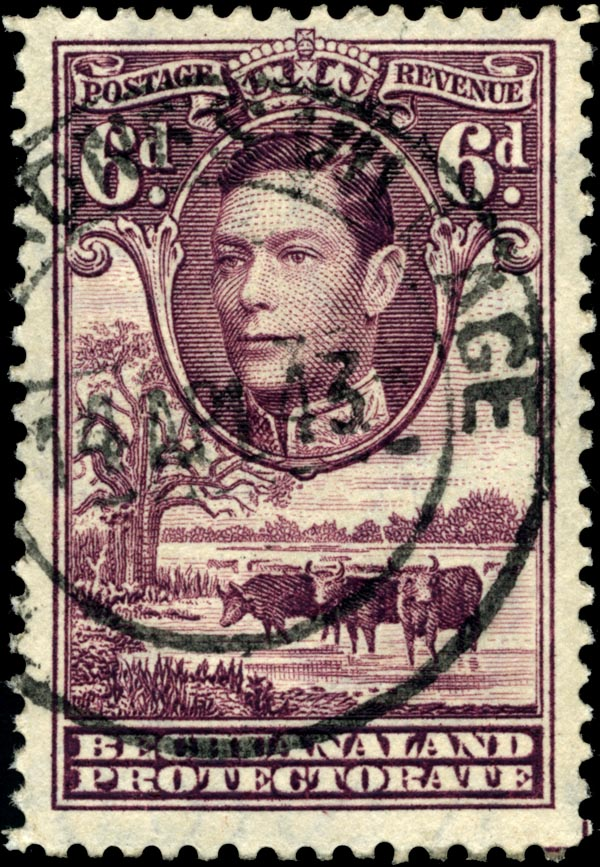
Um selo de 1943, no carimbo se lê "Gaborone's Village"

Evidências arqueológicas mostram que as margens do rio Notwane foram ocupadas continuamente desde a Idade da Pedra Intermediária (em inglês:  Middle Stone Age - MSA, período da pré-história africana equivalente ao Paleolítico Médio). Na história mais recente, na década de 1880, o primeiro assentamento foi estabelecido pelo chefe Kgosi Gaborone do clã Batlokoa, que chegou com sua tribo de Magaliesberg e se fixou na área da atual Tlokweng, localizada do outro lado do rio, em frente do Government Camp (nome oficial da sede do governo colonial - o apelido, GC, vem do nome Government Camp). A localidade passou a ser chamada de Gaborone's Village pelos primeiros colonizadores e missionários europeus, seguindo a prática colonial de utilizar o nome do chefe para se referir à sede de uma tribo africana, posteriormente passou a Gaberones e finalmente Gaborone em 1968. Na década de 1890, o magnata do diamante, Cecil Rhodes, escolheu Gaberones para abrigar um forte colonial. Em 1895, Rhodes usou Gaborone para iniciar uma rebelião sem sucesso (conhecida como Jameson Raid), contra os bôeres que controlavam as minas de ouro próximas a Joanesburgo.
Gaborone substituiu Mafeking, como capital do Protetorado de Bechuanalândia em 1965. Mafeking (agora Mafikeng) estava situada fora da Bechuanalândia, na Província do Noroeste (em inglês:  North West Province), da África do Sul, uma situação estranha que vinha do período colonial. Quando o protetorado se tornou independente, o agora Botswana necessitava de uma capital dentro do seu próprio território. Inicialmente, tinha-se pensado que Lobatse poderia ser a capital, mas esta solução foi considerada limitada, tendo sido tomada a decisão de criar uma nova capital junto a Gaberones, um pequeno posto administrativo colonial.

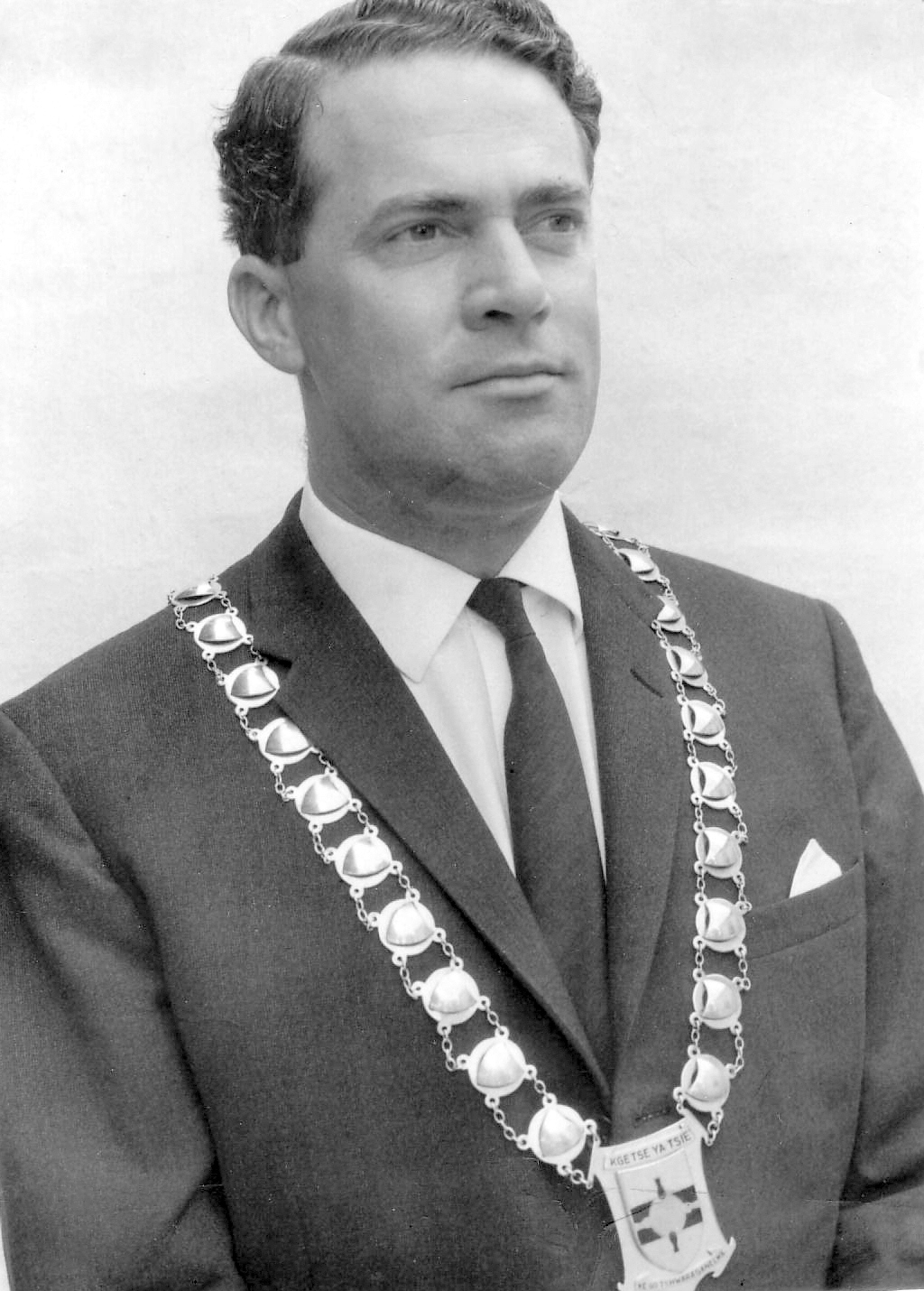
Rev. Derek Jones, o primeiro prefeito de Gaborone

Em 30 de setembro de 1966, a Bechuanalândia tornou-se em mais uma dependência da coroa britânica na África a tornar-se  independente. O primeiro prefeito de Gaborone foi o Reverendo Derek Jones. A velha Gaberones tornou-se um subúrbio da nova Gaborone, e é conhecida como "the Village".
A cidade foi planificada segundo os princípios da cidade-jardim, com numerosas vias pedestres e espaços públicos ao ar livre. Grande parte da cidade foi construída em três anos. Os edifícios na parte mais antiga incluem a Assembleia, edifícios governamentais, uma estação elétrica, um hospital, escolas, uma estação de rádio, uma central telefónica, esquadras de polícia, posto dos correios e mais de 1000 edifícios de habitação. Como a cidade foi construída tão rapidamente, deu-se um afluxo massivo de trabalhadores que construíram habitações precárias e ilegais na nova zona industrial ao sul da cidade. Estas povoações foram chamadas Naledi, que literalmente significa "a estrela", mas "a céu aberto" ou "comunidade que se destaca das demais". Em 1971, devido ao crescimento de bairros de génese ilegal, o conselho municipal de Gaborone e o ministério do governo local e gestão das terras fez levantamentos da área chamada Bontleng, que iria conter, em projeto, habitação a baixos custos. Porém, Naledi continuou a crescer e a procura por casas novas era maior que nunca. Em 1973, a Botswana Housing Corporation (BHC) construiu uma "New Naledi" do outro lado da estrada da "Old Naledi". Residentes da Old Naledi mudaram-se para New Naledi. Todavia, a procura por casas continuou a aumentar, e os residentes em New Nadeli não gostaram das suas casas. O problema foi resolvido em 1975 quando Sir Seretse Khama, o presidente do Botswana, mandou fazer um novo zonamento de Naledi na zona industrial tornando-a uma zona habitacional a custos controlados.

## Economia
A existência de minas de manganês e amianto nas proximidades levou à expansão industrial.
As zonas industriais de Gaborone situam-se ao longo da linha férrea, sobretudo em Broadhurst, Gaborone West e na chamada Phase 4. Todas as indústrias são do tipo ligeiro, pois a cidade carece de qualquer tipo de indústria pesada.
Gaborone é o centro da economia nacional. A sede de importantes instituições financeiras como o Banco de Botswana, Banco Gaborone, BancABC e a Bolsa de Valores de Botswana estão localizadas no centro, bem como a sede da Air Botswana, Consumer Watchdog, Empresa de Telecomunicações de Botswana e da Debswana, a joint venture de mineração de diamante entre De Beers e o governo do Botswana. A Comunidade para o Desenvolvimento da África Austral (Southern African Development Community - SADC) tem sua sede em Gaborone, a organização foi formada em 1980 para aumentar a cooperação econômica entre seus membros e reduzir a dependência da África do Sul.
Orapa House, de propriedade da Debswana através da Botswana Diamond Valuing Company (BDVC), é onde os diamantes da Debswana extraídos são classificados e avaliados. A Orapa House, localizada no cruzamento das avenidas Khama Crescent e Nelson Mandela, possui um estilo único de arquitetura que permite receber uma perfeita quantidade de luz solar indireta através das janelas, a fim de classificar com precisão os diamantes.

## Geografia

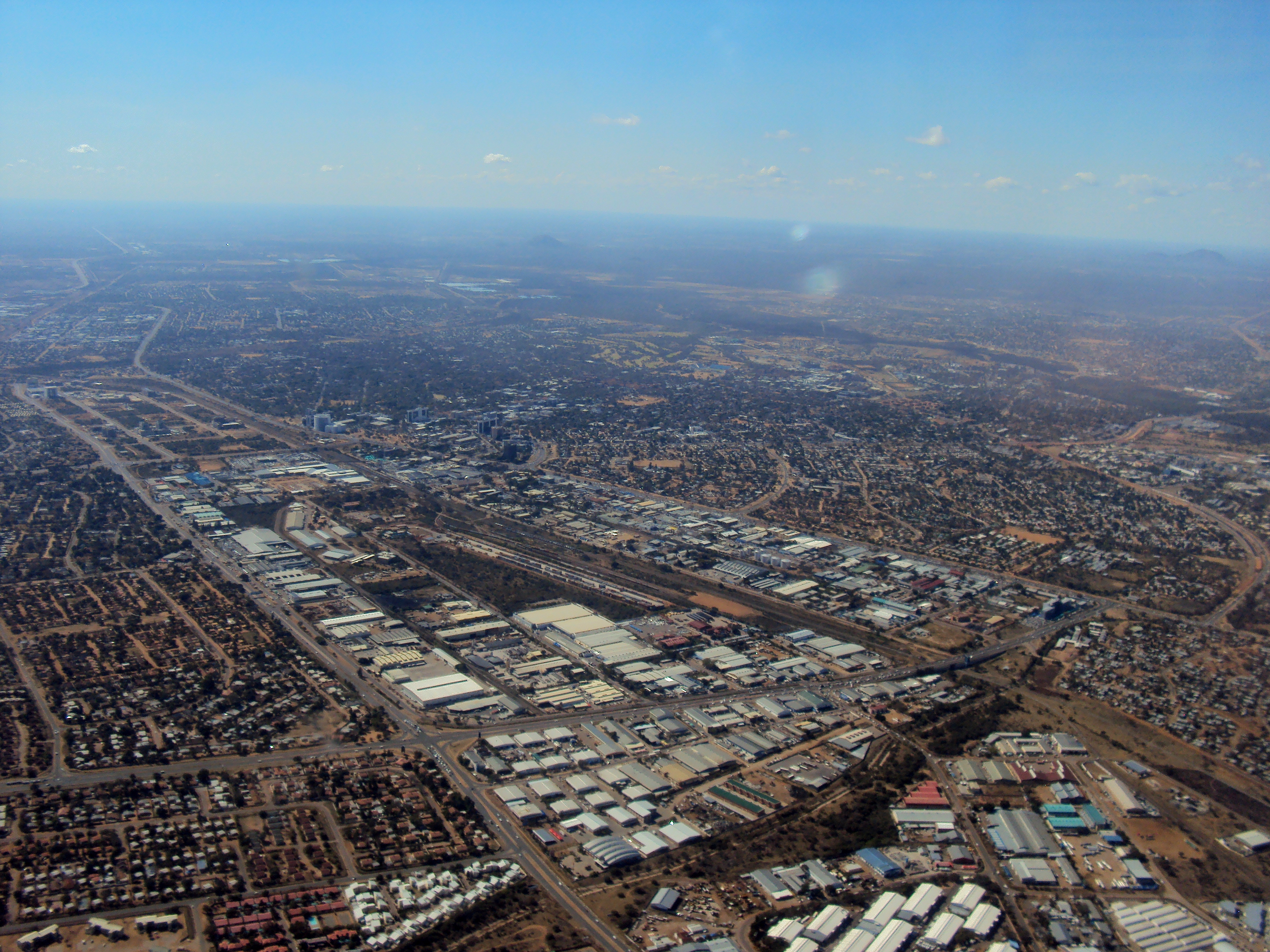
Gaborone

Gaborone está situado nas coordenadas 24° 39′ 29″ S, 25° 54′ 44″ L entre as serras de Kgale e Oodi, às margens do Rio Notwane. Está localizada no sudeste do país a 15 km da fronteira com a África do Sul
Gaborone está rodeado pelas seguintes cidades: Ramotswa a sudeste, Mogoditshane a noroeste, Mochudi a leste e Tlokweng do outro lado do rio. A maioria delas são cidades dormitório de Gaborone. Os subúrbios de Gaborone incluem: Broadhurst, Gaborone Oeste, The Village, Naledi e New Canada. Phakalane, um rico subúrbio, localiza-se fora dos limites da cidade.

### Clima
Gaborone possui um clima semiárido quente (na classificação climática de Köppen-Geiger: BSh). Na maior parte do ano, Gaborone é bastante ensolarada. Os verões são geralmente quentes. As noites são frescas. Geralmente, os verões com pouca chuva são mais quentes do que os verões com chuvas regulares. Em época de seca, as temperaturas mais altas do ano ocorrem geralmente em janeiro e fevereiro. Com chuvas normais, as temperaturas mais altas ocorrem geralmente em outubro, pouco antes das chuvas começar. Durante o inverno, os dias ainda são quentes e as noites são frias.
Há em média setenta e quatro dias por ano com temperaturas acima de 32 °C e 196 dias por ano com temperaturas acima de 26 °C. Há em média cinquenta e um dias por ano com temperaturas abaixo de 7 °C e um dia por ano com temperatura abaixo de 0 °C. A temperatura média do ponto de orvalho atinge os mais altos níveis em janeiro e fevereiro, em torno 16 °C, e atinge os mais baixos níveis em julho, em torno de 2 °C. A temperatura média do ponto de orvalho por ano é 10 °C.
A precipitação em Gaborone é esparsa e variável. A maior parte da chuva em Gaborone cai durante os meses de verão, entre outubro e abril. Há em média quarenta dias de trovoadas por ano, a maior parte delas acontecem durante os meses de verão, e quatro dias de nevoeiro, geralmente durante os meses de inverno.
A maior umidade ocorre em junho com 90%, enquanto a mais baixa ocorre em setembro com 28%.
Os níveis de radiação solar variam entre 14,6 MJ/m² em junho a 26,2 MJ/m² em dezembro.
Venta mais de agosto a novembro com velocidade média em torno de 14 km/h, o período mais calmo é entre maio e julho com velocidade média em torno de 8 km/h. A velocidade média do vento por ano é de 12 km/h.
| Dados climatológicos para Gaborone   | Dados climatológicos para Gaborone | Dados climatológicos para Gaborone | Dados climatológicos para Gaborone | Dados climatológicos para Gaborone | Dados climatológicos para Gaborone | Dados climatológicos para Gaborone | Dados climatológicos para Gaborone | Dados climatológicos para Gaborone | Dados climatológicos para Gaborone | Dados climatológicos para Gaborone | Dados climatológicos para Gaborone | Dados climatológicos para Gaborone | Dados climatológicos para Gaborone |
| Mês                                  | Jan                                | Fev                                | Mar                                | Abr                                | Mai                                | Jun                                | Jul                                | Ago                                | Set                                | Out                                | Nov                                | Dez                                | Ano                                |
| ------------------------------------ | ---------------------------------- | ---------------------------------- | ---------------------------------- | ---------------------------------- | ---------------------------------- | ---------------------------------- | ---------------------------------- | ---------------------------------- | ---------------------------------- | ---------------------------------- | ---------------------------------- | ---------------------------------- | ---------------------------------- |
| Temperatura máxima recorde (°C)      | 39                                 | 40                                 | 39                                 | 37                                 | 33                                 | 29                                 | 28                                 | 33                                 | 39                                 | 38                                 | 40                                 | 39                                 | 40                                 |
| Temperatura máxima média (°C)        | 31                                 | 30                                 | 29                                 | 26                                 | 23                                 | 21                                 | 21                                 | 24                                 | 27                                 | 29                                 | 30                                 | 30                                 | 27                                 |
| Temperatura mínima média (°C)        | 22                                 | 21                                 | 19                                 | 16                                 | 12                                 | 7                                  | 7                                  | 11                                 | 15                                 | 18                                 | 20                                 | 21                                 | 16                                 |
| Temperatura mínima recorde (°C)      | 14                                 | 13                                 | 11                                 | 0                                  | −1                                 | −1                                 | −2                                 | 0                                  | 5                                  | 7                                  | 8                                  | 11                                 | −2                                 |
| Precipitação (mm)                    | 96,5                               | 83,8                               | 71,1                               | 40,6                               | 12,7                               | 5,1                                | 2,5                                | 5,1                                | 15,2                               | 43,2                               | 66                                 | 88,9                               | 525,8                              |
| Fonte: www.weatherbase.com 20-6-2010 |                                    |                                    |                                    |                                    |                                    |                                    |                                    |                                    |                                    |                                    |                                    |                                    |                                    |

## Demografia
A população da cidade, de acordo com o censo de 2001, é de 186 007, sendo 91 823 homens e 94 184 mulheres. Existem 58 476 habitações em Gaborone. A população estimada em 2010 é de 228 166 habitantes. A cidade de Gaborone abriga 11% da população de Botswana.
A conurbação da cidade de Gaborone possui 282 150 habitantes (censo de 2001).
A taxa de crescimento populacional de Gaborone é 3,37%, a maior do país, provavelmente porque a cidade possui uma infraestrutura mais desenvolvida, proporcionando melhores condições de vida.. Gaborone é uma das cidades de crescimento mais rápido em todo o mundo.
É estimado que mais de um terço da população de Gaborone, 38,8%, possua AIDS/SIDA — a mais alta taxa de prevalência do mundo. Esta taxa é ainda maior (44%) na população com idade entre 15 e 49 anos.

### Religião
A maior parte da população da cidade é cristã, majoritariamente protestante, mas com relevante comunidade Católica Romana (sob coordenação da Diocese de Gaborone). Alguns dos principais locais de culto da cidade incluem a Catedral Luterana da Igreja Evangélica Luterana do Botsuana, a Catedral de Cristo Rei (Católica), o Hindu Hall (templo hunduísta), bem como um gurdwara (templo siquista) e uma mesquita (templo muçulmana). Nos diversos bairros da cidade há inúmeras comunidades cristãs menores.

## Cultura
O Museu Nacional e Galeria de Arte está localizado a noroeste do Shopping junto Rodovia Independência. O museu abriu em 1968. Possui muitas coisas de artesanato tradicional de obras de arte de artistas locais. O museu abriga pinturas originais de Thomas Baines e Sithole Lucas. A exposição inclui Artistas no Botswana, Competição de Arte Infantil e Thapong Internacional. Fora do museu, existem várias formas de transporte, como vagões, trenós e Bakkies (picapes). Há também uma exposição sobre os bosquímanos, os primeiros habitantes da África Austral. O museu abriu com uma área de 3,6 hectare (9 acres) de jardim botânico chamado Jardim Botânico Nacional do Botsuana, em 2 de Novembro de 2007. O jardim foi construído para proteger a vida do Botswana e as plantas nativas, e 90% do seu total de espécies de plantas são plantas nativas do Botswana.
O Festival Maitisong foi iniciado em 1987 e é realizada todos os anos, durante sete dias em uma semana do mês de março ou na primeira semana de abril. O festival tem shows ao ar livre, jogos e filmes em vários locais ao redor da cidade.
"My Dream Africano" é uma competição de artes que é realizada todos os anos no Centro Internacional de Convenções de Gaborone. A mostra apresenta muitos kwaito, bailarinos e músicos.
A série do livro, The No. 1 Ladies 'Detective Agency, a agência é localizada em Gaborone. A série é escrita por Alexander McCall Smith. Os livros seguem com a Precious Ramotswe, a primeira mulher detective privada no Botsuana, e os mistérios que ela resolve.

## Governo

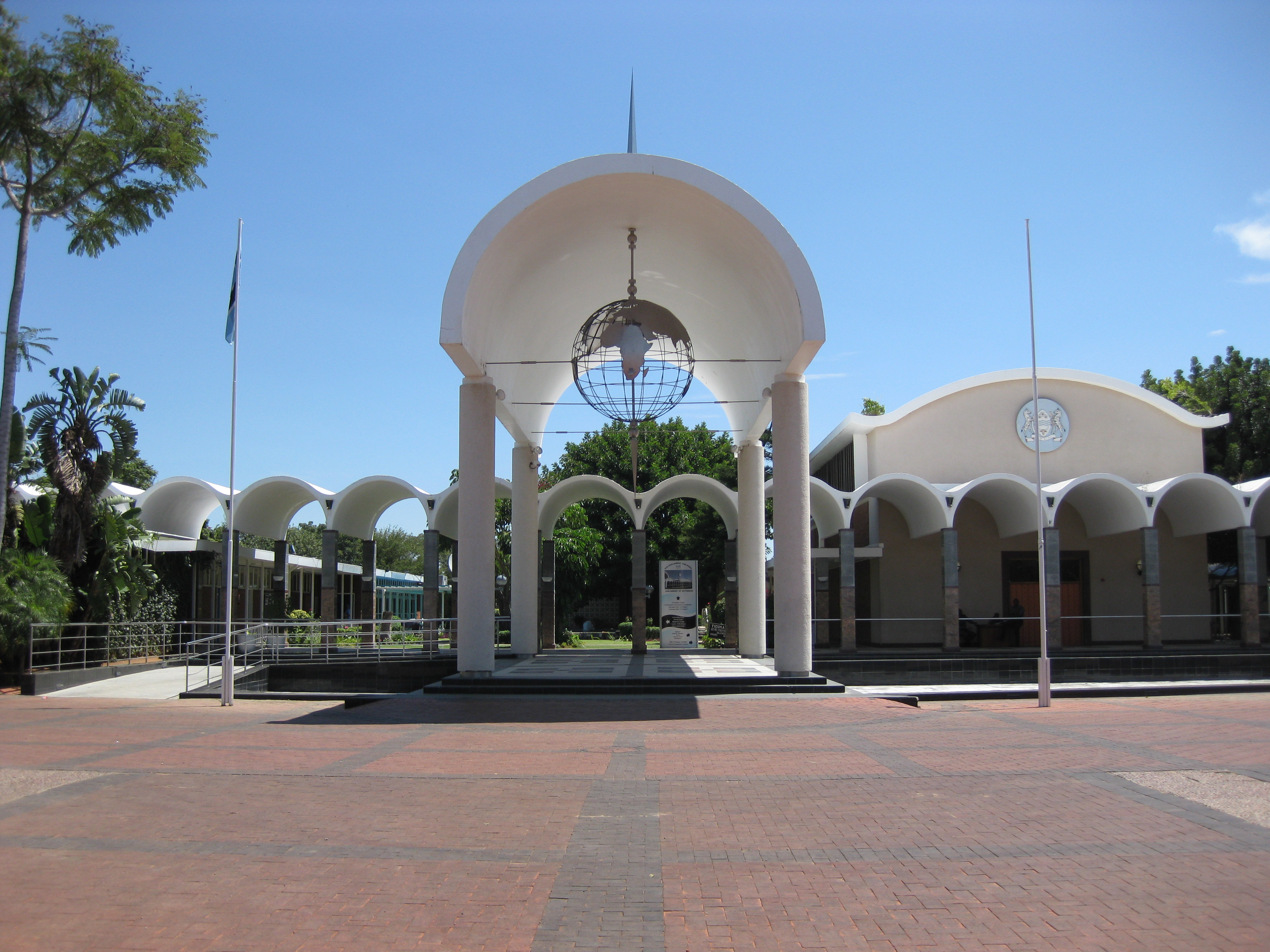
Entrada da Assembleia Nacional do Botswana em Gaborone

Gaborone é o centro político do Botswana. A maioria dos edifícios do governo estão localizados a oeste do Mall, em uma área chamada de Enclave Governamental, tais como: os ministérios, a Assembleia Nacional do Botswana, a Câmara dos Chefes de Botswana e os Arquivos Nacionais. Próximo à entrada do edifício do parlamento, há uma estátua de Sir Seretse Khama, o primeiro presidente do Botswana.
A Academia de Aplicação do Direito Internacional (International Law Enforcement Academies - ILEA) foi criada em 24 de julho de 2001, em Gaborone. A academia proporcionará formação para gestores de nível médio para os países da Comunidade para o Desenvolvimento da África Austral (Southern Africa Development Community - SADC).

## Educação

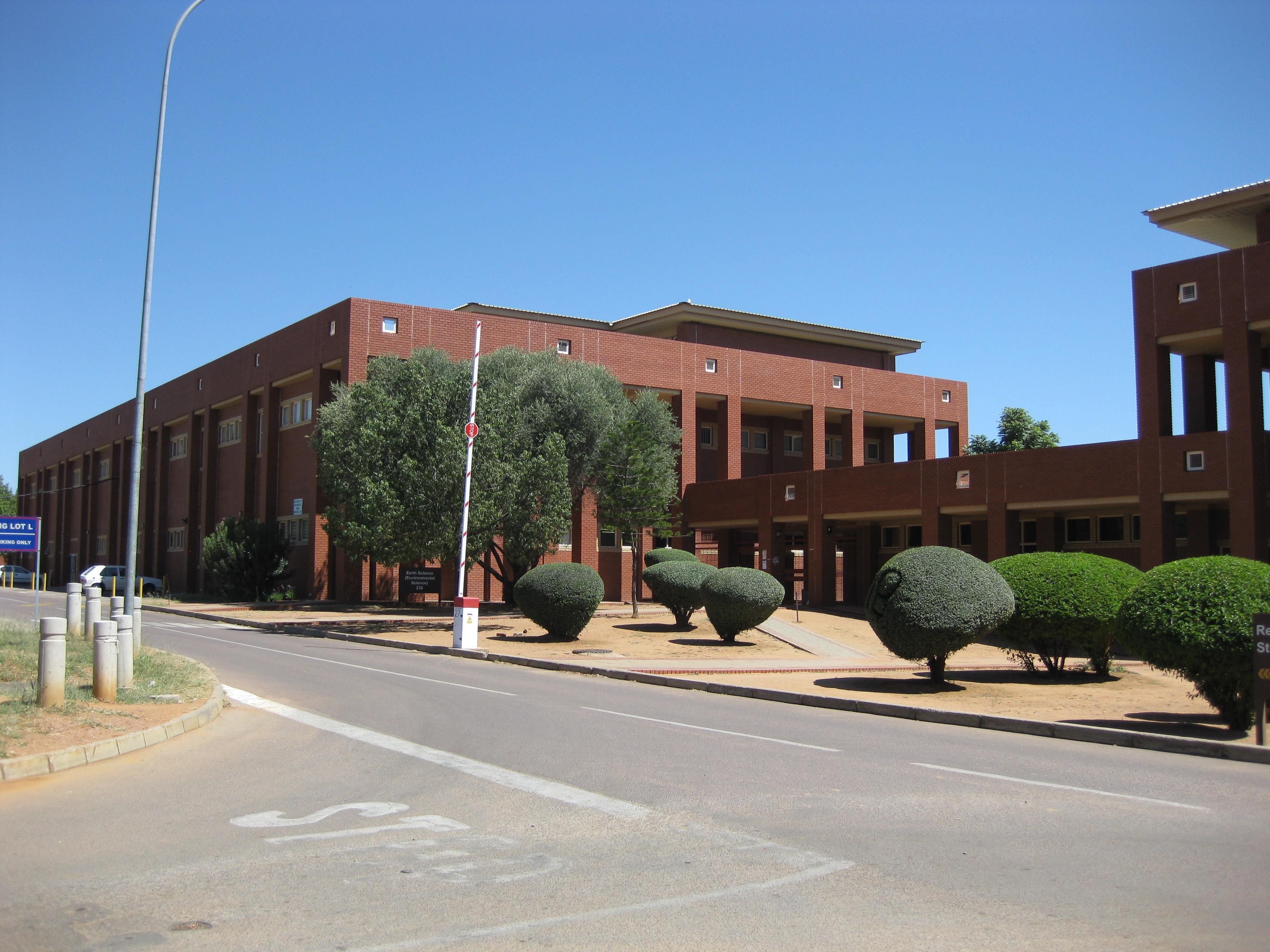
Edifício de Ciência Ambiental da Universidade do Botswana

Gaborone tem muitas escolas primárias e secundárias, públicas e privadas. Entre elas se incluem a Escola Westwood International (Westwood International School), a Escola Maru-a-Pula (Maru-a-Pula School), a Escola Primária Legae e Thornhill (Legae and Thornhill Primary School).
O campus principal da Universidade do Botswana, estabelecido em 1982, está localizado no lado ocidental da cidade. Outras universidades incluem a Limkokwing Universidade de Tecnologia Criativa (Limkokwing University Of Creative Technology), que também tem um campus em Gaborone. A Faculdade de Contabilidade do Botswana (Botswana Accountancy College), o Colégio Técnico de Gaborone (Gaborone Technical College) e a Faculdade de Agricultura do Botswana (Botswana College of Agriculture), situada a cerca de 15 km do centro da cidade, também estão localizados em Gaborone.

## Transportes

### Férreo

Aeroporto Internacional Sir Seretse Khama

A cidade ainda é servida por estações ferroviárias da Ferrovia Cabo-Cairo, construção responsável pela fundação da cidade. A ferrovia continua a ser importante, dividindo a cidade na direção norte-sul. A Botswana Railways opera a linha que vai da Cidade do Cabo até Harare, via Bulavaio. A estação ferroviária central de Gaborone está localizada ao sul do Parlamento, no centro da cidade. A ferrovia possui paradas nas seguintes cidades de Botsuana e arredores: Ramatlabama na fronteira com o África do Sul, Lobatse, Gaborone, Palapye, Serule, Francistown, Ramokgwebana e Plumtree, no Zimbabue.. Esta ferrovia tornou-se uma linha exclusivamente cargueira a partir de 1 de abril de 2009.

### Aéreo
O Aeroporto Internacional Sir Seretse Khama (código OACI: FBSK / código AITA: GBE) fica a 25 km (16 milhas), ao norte da cidade e tem voos para Joanesburgo, Harare, Francistown e Maun, com ligações a Kasane e Livingstone. É a sede da Air Botswana, a companhia aérea nacional do Botswana.

### Rodoviário
As auto-estradas e em torno de Gaborone incluem a Rodovia Trans-Kalahari, Rodovia A1 e a Rodovia Cairo–Cidade do Cabo. Há cinco estradas principais em Gaborone que vão para Lobatse, Kanye, Molepolole, Francistown via Mochudi e Tlokweng.

### Transporte público
O transporte público na cidade é geralmente de confiança, quando comparado com as principais cidades africanas. Kombis (furgões pequenos) e os táxis fazem as rotas dentro da cidade, enquanto ônibus atendem os povoados vizinhos e outras cidades no Botsuana.

## Cidade-irmã
Gaborone encontra-se geminada com duas cidades:
- Burbank, Estados Unidos[40]
- Zhejiang, República Popular da China[41]

## Relações internacionais
Gaborone possui as embaixadas dos seguintes países.
- África do Sul
- Alemanha
- Angola
- Brasil
- China
- Cuba
- Estados Unidos
- França
- Índia
- Líbano
- Moçambique
- Namíbia
- Nigéria
- Países Baixos
- Quênia
- Reino Unido
- Rússia
- Zâmbia
- Zimbabwe